# Giovanni Saldarini
Giovanni Saldarini (ur. 11 grudnia 1924 w Cantù, zm. 18 kwietnia 2011 w Mediolanie) – włoski duchowny katolicki, arcybiskup Turynu, kardynał.

## Życiorys
Studiował w seminarium Św. Piotra Męczennika w Vanegono, na Wydziale Teologicznym w Mediolanie, a także w Papieskim Instytucie Biblijnym w Rzymie. Przyjął święcenia kapłańskie 31 maja 1947 z rąk kardynała Alfreda Ildefonsa Schustera w Mediolanie. Wykładał w szkole archidiecezjalnej w Desio (archidiecezja mediolańska) oraz w seminarium w Vanegono, a także prowadził działalność duszpasterską. Pełnił funkcje wikariusza biskupiego i generalnego w Mediolanie, we wrześniu 1983 został kanonikiem metropolitalnej kapituły katedralnej. 24 kwietnia 1979 otrzymał godność honorowego prałata papieskiego.
10 listopada 1984 został mianowany biskupem pomocniczym Mediolanu, ze stolicą tytularną Gaudiaba; przyjął sakrę biskupią 7 grudnia 1984 w Mediolanie z rąk kardynała Carlo Martiniego S.J. (arcybiskupa Mediolanu). 31 stycznia 1989 papież Jan Paweł II promował Saldariniego na arcybiskupa Turynu, a 28 czerwca 1991 wyniósł go do godności kardynalskiej, nadając tytuł prezbitera S. Cuore di Gesu a Castro Pretorio.
Z powodu złego stanu zdrowia, a także osiągnięcia wieku emerytalnego kardynał Saldarni złożył rezygnację z rządów archidiecezją turyńską 19 czerwca 1999 i osiadł przy parafii Św. Franciszka di Paola w Mediolanie. 11 grudnia 2004 ukończył 80 lat i utracił prawo udziału w konklawe. Następca Saldariniego w archidiecezji Turyn Severino Poletto został kardynałem w 2001.